# Mallodeta cubana
Mallodeta cubana är en fjärilsart som beskrevs av M.Gaede 1926. Mallodeta cubana ingår i släktet Mallodeta och familjen björnspinnare. Inga underarter finns listade i Catalogue of Life.